# Miljevac
Miljevac es un pueblo de Croacia situado en el municipio de Slunj, en el condado de Karlovac. Según el censo de 2021, tiene una población de 10 habitantes.

## Demografía
| Gráfica de población de Miljevac 1857-2021                         |
|                                                                    |
| Según los censos de población de la Oficina de Estadísticas Croata |